# Реттондини, Франческа
Франческа Реттондини (итал. Francesca Rettondini; род. 7 марта 1971, Верона) — итальянская актриса и супермодель. Наиболее известна по роли певицы Франчески в фильме «Корабль-призрак».

## Биография
Родилась 7 марта 1971 года в Вероне.
Свою актёрскую карьеру начала на телевидении в 1993 году в итальянской мыльной опере «Passioni». В 1995 году впервые дебютировала в фильме. В том же году она выступила в мини-сериале «Pazza famiglia». Франческа Реттондини смогла утвердиться в итальянском кинобизнесе в последующие годы и снялась в нескольких телевизионных и кинофильмах. В девяностые годы была связана в течение длительного времени с телеведущим Альберто Кастанья, с которым он сотрудничал в ряде передач; их доклад вызвал значительный интерес со стороны светской хроники.
Мировую популярность Франческа получила после участия в фильме ужасов «Корабль-призрак», американского режиссёра Стива Бека, в котором она сыграла роль привлекательной итальянской певицы Франчески на океанском лайнере «Антония Граца» (англ. «Antonia Graza»).